# Theoretical and Applied Genetics
Theoretical and Applied Genetics is een internationaal, aan collegiale toetsing onderworpen wetenschappelijk tijdschrift op het gebied van de genetica. De naam wordt in literatuurverwijzingen meestal afgekort tot Theor. Appl. Genet. Het wordt uitgegeven door Springer Science+Business Media en verschijnt 8 keer per jaar.
Het tijdschrift is opgericht in 1929 onder de naam Der Züchter. De huidige naam dateert van 1968.